# Olivier Grouillard
Olivier Grouillard (ur. 2 września 1958 w Fenouillet) – francuski kierowca wyścigowy. Uczestnik 41 wyścigów Grand Prix Formuły 1 na 62 zgłoszenia. 

## Kariera

### Wczesna
Francuz po zdobyciu tytułu we Francuskiej Formule 3 w 1984 roku, zadebiutował w przedsionku F1 - Europejskiej Formule 3000. W ciągu czterech lat startów zdołał trzykrotnie wygrać oraz dwukrotnie zdobyć pole position, a jego najlepszą pozycją końcową, było 2. miejsce. 

### Formuła 1
Dzięki tym osiągnięciom dostał szansę udziału w wyścigach Formuły 1 - w zespole Ligier. Debiutancki sezon pomimo czterokrotnego niezakwalifikowania się do wyścigu był najlepszym w karierze Oliviera. Dorobek, jak się później okazało w całej karierze, jednego punktu, zdobytego podczas rodzimego Grand Prix Francji, dał mu 26. pozycję w klasyfikacji generalnej mistrzostw. W roku 1990 indywidualnie reprezentował słabiutki team Osella, czego powodem było zaledwie dziewięciokrotne uczestnictwo w cyklu Grand Prix, a jego najlepszą lokatą było dwukrotnie trzynaste miejsce. Trzeci sezon, który miał miejsce w ekipie Fondmetal był jeszcze słabszy. Francuz wówczas zakwalifikował się zaledwie do czterech rund, z czego ukończył tylko jedną, na dziesiątym miejscu. Jakby tego było mało, stracił posadę etatowego kierowcy na trzy wyścigi przed końcem cyklu. Szansę udziału w Grand Prix Hiszpanii dostał jeszcze od Automobiles Gonfaronnaises Sportives, zespołu, w którym jeździł jego zmiennik we włoskim teamie, Gabriele Tarquini, jednakże tam również awans do wyścigu nie był możliwy. Ostatni rok startów w elicie zaliczył w pozornie mocniejszym zespole Tyrrell. Pomimo udziału we wszystkich wyścigach, Grouillard ukończył tylko cztery z nich (najwyżej na ósmej pozycji, podczas Grand Prix San Marino). Powodem tego stanu rzeczy były notoryczne awarie oraz wpadki kierowcy. Rozczarowujące wyniki zmusiły więc brytyjską stajnię do zakończenia współpracy. Po tym sezonie nie dostał już szansy dalszego udziału w królowej motorsportu.

### Po Formule 1
W 1993 Olivier postanowił zaangażować się w amerykańską serię CART. W ciągu jedenastu startów uzbierał jednak zaledwie cztery punkty, które dały mu dopiero 28. pozycję w klasyfikacji generalnej. Poza tym wziął udział w Indianapolis 500, do którego nie zdołał się zakwalifikować. 
W dalszej części kariery startował też w FIA GT, BPR Global GT Series oraz American Le Mans Series, jednak bez sukcesu.